# Ataa Gaber
Ataa Gaber (hebr. ‏עטאא ג'אבר‎, arab. ‏جابر عطا‎, Atta Dżabir; ur. 3 października 1994 w Madżd al-Krum) – izraelski piłkarz arabskiego pochodzenia, występujący na pozycji defensywnego pomocnika w azerskim klubie Neftçi PFK. Wychowanek Maccabi Hajfa, były młodzieżowy reprezentant Izraela.
W swojej karierze grał także w Maccabi Hajfa, Bene Sachnin oraz FC Aszdod.